# Coulée verte René-Dumont

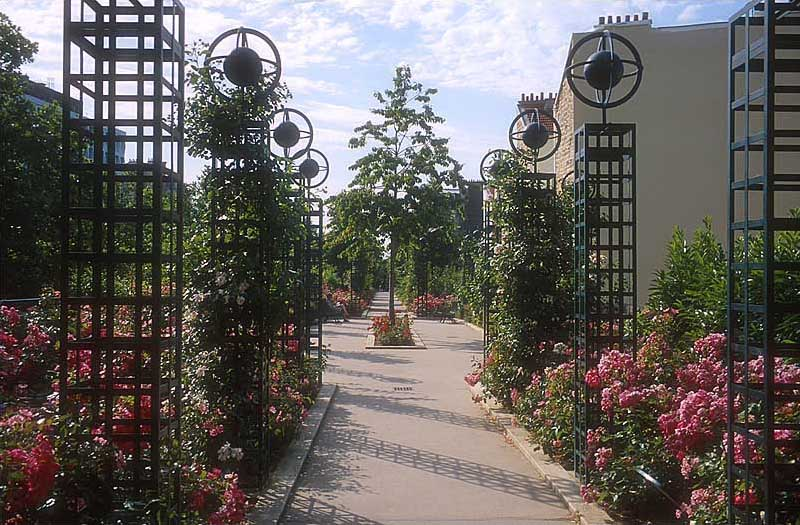
Promenade plantée

Promenade plantée är en linjär park i Paris 12:e arrondissement. Parken är anlagd på en 4,5 kilometer lång före detta järnvägssträckning, delvis på en viadukt, som sträcker sig mellan Opéra Bastille och Boulevard Périphérique och slutade trafikeras 1969.
Parken, invigd 1993, var länge den enda som anlagts på en viadukt. Parken förekommer i filmen Bara en dag (2004).